# The Legacy of the Blues, Vol. 4
The Legacy of the Blues, Vol. 4 — студійний альбом американського блюзового музиканта Майті Джо Янга, випущений у 1972 році лейблом Sonet. Став 4-м випуском у серії «The Legacy of the Blues».

## Опис
Ця сесія була записана 31 березня 1971 року в Чикаго, Іллінойс на лейблі Sonet для серії «The Legacy of the Blues», яку спродюсував Сем Чартерс. Янг виконує 10 пісень, серед яких кавер-версії таких хітів як «Rock Me Baby», «Driving Wheel», нову версію власної «Sweet Kisses» (яку він записав у 1967 році на невеликому лейблі Celtex) та ін.

## Список композицій
1. «Rock Me Baby» (Джо Джосі, Б. Б. Кінг) — 3:58
2. «Baby Please» (Джо Янг) — 3:19
3. «Just a Minute» (Джо Янг) — 6:06
4. «Driving Wheel» (Джо Янг) — 4:14
5. «Wishy Washy Woman» (Джо Янг, Оскар Віллс) — 3:04
6. «Early in the Morning» (Едді Сільверс, Джо Янг) — 4:24
7. «Sweet Kisses» (Джо Янг) — 5:30
8. «Lookin' for You» (Джо Янг) — 4:27
9. «It's All Right» (Джо Янг) — 4:08
10. «I Have the Same Old Blues» (Джо Янг) — 5:03

## Учасники запису
- Майті Джо Янг — вокал, гітара
- Чарльз Бічем — труба
- Волтер Гембрік — тенор-саксофон
- Боб Ріді — фортепіано
- Сільвестр Бойнс — бас-гітара
- Альвіно Беннетт — ударні

Технічний персонал
- Сем Чартерс — продюсер
- Пітер Вікінг — дизайн
- Джим Тейлор — фотографія